# La Ricamarie
La Ricamarie este o comună în departamentul Loire din sud-estul Franței. În 2009 avea o populație de 7.966 de locuitori.

## Evoluția populației
| An        | 1975   | 1982  | 1990   | 1999  | 2006  | 2009  |
| --------- | ------ | ----- | ------ | ----- | ----- | ----- |
| Populație | 10.426 | 9.644 | 10.246 | 8.438 | 7.917 | 7.966 |